# Kopfschmuckring
Als Kopfschmuckringe werden Ringe aus Edelmetall (selten aus Eisen) bezeichnet, die als Schmuck am Kopf getragen wurden.
Die Ringe liegen in archäologischen Funden als Schläfen- oder Lockenringe vor. Früher wies man diese generell den Slawen zu. Heute weiß man, dass derartige Ringe im frühen Mittelalter sowohl im alemannischen und fränkischen als auch im slawischen Raum verbreitet waren.
Meist werden Kopfschmuckringe paarweise beim Schädel gefunden, aber auch einzelne Ringe oder größere Ringansammlungen sind möglich. Die Ringe aus Silber- oder Bronzedraht, gelegentlich auch aus massivem Eisen, gehörten primär zur weiblichen Tracht.
Oft sind die Ringe mit einem federnden Verschluss, häufig mit aufgebogener S-Schleife versehen; gelegentlich zeigen sie auch offene Enden. Verhältnismäßig selten sind als Verzierung aufgeschobene Glasperlen oder Hohlperlen bzw. Hülsen aus Silberblech.
Gelegentlich waren noch anhaftende Textilreste oder Lederstreifen nachweisbar. Dies deutet darauf hin, dass viele Ringe an einem Band oder einer Haube getragen wurden. Die ältesten Beispiele stammen aus der Jungsteinzeit.